# Kit-Ling Tjon Pian Gi
Kit-Ling Tjon Pian Gi (Paramaribo) is een Surinaams kunstenaar en schrijver. Ze richt zich vooral op schilderen, tekenen en filminstallatie. Ze bracht enkele boeken uit.

## Biografie
Kit-Ling Tjon Pian Gi volgde tussen 1972 en 1979 beeldendekunstopleidingen in Suriname en Nederland. Ze begon haar loopbaan als lerares en werkt sinds 1988 fulltime als kunstenares, met name in schilderen en tekenen. In de periode sinds 1996 werkte ze met meerdere kunstvormen en sinds 2005 ook met installaties in film en video.
Ze schreef twee boeken, in 2009 het boek Kracht van vrouwen (2009) waarvan ze de publicatie combineerde met haar gelijknamige expositie. In 2012 bracht ze een gedichtenbundel uit. In dat jaar was ze ook gastspreker van een internationale literaire conferentie in Paramaribo. In 2021 werkt ze opnieuw aan een combinatie van een expositie met een boekpublicatie.
In haar werk komt vooral de natuur tot uiting, zowel in de fysieke als de spirituele verbeelding ervan. Ook inspireren haar de verschillende Surinaamse culturen, evenals vrouwen die ze vooral uitbeeldt als ze in hun kracht staan.
In 2011 was ze artist in residence in Vermont en het jaar erna de centrale kunstenaar (featured artist) tijdens de 13e International Conference of the Association of Caribbean Women Writers and Scholars (ACWWS) in Suriname.
Ze exposeerde uitgebreid in Suriname, waaronder vele jaren tijdens de Nationale Kunstbeurs. Verder was haar werk te zien tijdens exposities in de Verenigde Staten (New York), China (Shanghai en Peking), Japan, Frans-Guyana, Bonaire, Sint Maarten, de Dominicaanse Republiek, Trinidad en Tobago (Carifesta), Barbados en Saint Kitts en Nevis. In 2001 en 2002 maakte haar werk deel uit van Between Lines, een reizende expositie in Brussel, Suriname en zeven Caraïbische eilanden. Ze exposeerde meermaals voor de Readytex Art Gallery, waaronder in 2021 als deel van het online kunstplatform Artsy tijdens de coronapandemie.
Van 1998 tot 2017 was ze daarnaast secretaris van de Federation of Visual Artists in Suriname (FVAS). In 2013 werd ze door de Britse Society of Caribbean Studies onderscheiden met de Bridget Jones Travel Award. Hiervoor werd ze uitgenodigd naar Warwick om haar werk te presenteren. In 2014 was ze een van de kunstenaars die werk leverde aan de Giant Painting, een doek van vijftien meter dat in de vertrekhal van J.A. Pengel International Airport hangt.